# آدم صباغ
آدم صباغ ممثل وعارض أزياء ورياضي لبناني، حصل على ماجستير علوم سياسية من الجامعة اللبنانية ثم كلية الحقوق والعلوم السياسية والإدارية، ويحضر لدكتوراه في العلوم السياسية في نيويورك.

## حياته الفنية
ربح مسابقة جمال رجال (Mr Lebanon Manhunt International) و (Mr Arab) وسمّي "Renaissance Man" في مسابقة Manhunt International. ظهر في عدد من الأفلام الدعائية والتسويقية وظهر في عروضات فنية للأزياء والموضة في فرنسا والبرازيل وأوكرانيا وإسبانيا وروسشيا واليابان.
انتقل إلى الولايات المتحدة حيث يقيم في نيويورك ولوس أنجيلوس، ولعب دور الدكتور Kevin Hourani في المسلسل التلفزيوني (The Bay) ومثّل في دور مهم في الفيلم Mansion of Blood. وسيقوم بدور رئيسي في فيلم Rampage.
هو رياضي بارع خصوصا في الفروسية. كما أنه يجيد السباحة، والملاكمة وsnowboarding. يتكلم عدة لغات منها العربية والفرنسية والإنجليزية والروسية كما أنه بعمل في برامج خيرية عدة مثل الإيدز، وسرطان الأطفال والمجاعة في أفريقيا. اشترى سيارة «بورش» كانت لـ David Beckham بمبلغ 270 ألف دولار. يملك والده مستشفى في لبنان. ظهر في العديد من المجلات والمحطات التلفزيونية مثل E!, TMZ, Fox, ABC, People, Star, OK وجريدة Daily Mail البريطانية

## وصلات خارجية
- الموقع الرسمي لآدم صباغ
- صفحة آدم صباغ في موقع الأفلام IMDb.com